# Maria Berger
Maria Berger (ur. 19 sierpnia 1956 w Perg w Górnej Austrii) – austriacka polityk, deputowana do Parlamentu Europejskiego IV, V i VI kadencji, była minister sprawiedliwości.

## Życiorys
Ukończyła w 1979 studia prawnicze na Leopold-Franzens-Universität Innsbruck. Później, w latach 1979–1984, była asystentem na macierzystej uczelni. Związała się z Socjaldemokratyczną Partią Austrii, w latach 1984–1987 pełniła funkcję przewodniczącej Junge Generation – organizacji młodzieżowej tego ugrupowania.
W latach 1984–1987 pracowała w austriackim Ministerstwie Nauki i Badań Naukowych, od 1989 do 1993 była szefem Departamentu Integracji Europejskiej, a w okresie 1995–1996 wiceprezydentem Donau-Universität Krems. W 2004 weszła w skład zarządu krajowego socjaldemokratów w Górnej Austrii.
Od listopada 1996 do stycznia 2007 wykonywała mandat posłanki do Parlamentu Europejskiego. W PE była m.in. członkinią delegacji do spraw stosunków z państwami Azji Południowej i Południowoazjatyckiego Stowarzyszenia Współpracy Regionalnej. Następnie wchodziła w skład delegacji do spraw stosunków z Kanadą. W styczniu 2007 została ministrem sprawiedliwości w rządzie Alfreda Gusenbauera. Po odejściu z urzędu w grudniu 2008 powróciła do pracy w Parlamencie Europejskim, gdzie była deputowaną do końca szóstej kadencji.
W 2009 objęła funkcję sędziego Trybunału Sprawiedliwości Unii Europejskiej, pełniła ją do 2019.

## Odznaczenia
- Wielka Złota Odznaka Honorowa za Zasługi dla Republiki Austrii (2005)[2]
- Krzyż Komandorski Orderu „Za Zasługi dla Litwy” (Litwa, 2004)[3]